# Tripterosporella
Tripterosporella — рід грибів родини Lasiosphaeriaceae. Назва вперше опублікована 1968 року.

## Види
База даних Species Fungorum станом на 20.10.2019 налічує 2 види роду Tripterosporella:
- Tripterosporella coprophila Subram. & Lodha, 1968
- Tripterosporella heterospora (Mukerji, R.N.Kumar & N.Singh) Doveri, 2010